# Mucuchíes
Mucuchíes ist eine Stadt im Bundesstaat Mérida im Nordwesten Venezuelas. Sie wurde 1586 von Bartolomé Gil Naranjo gegründet und ist heute mit etwa 6000 Einwohnern die Hauptstadt des Bezirks Rangel.

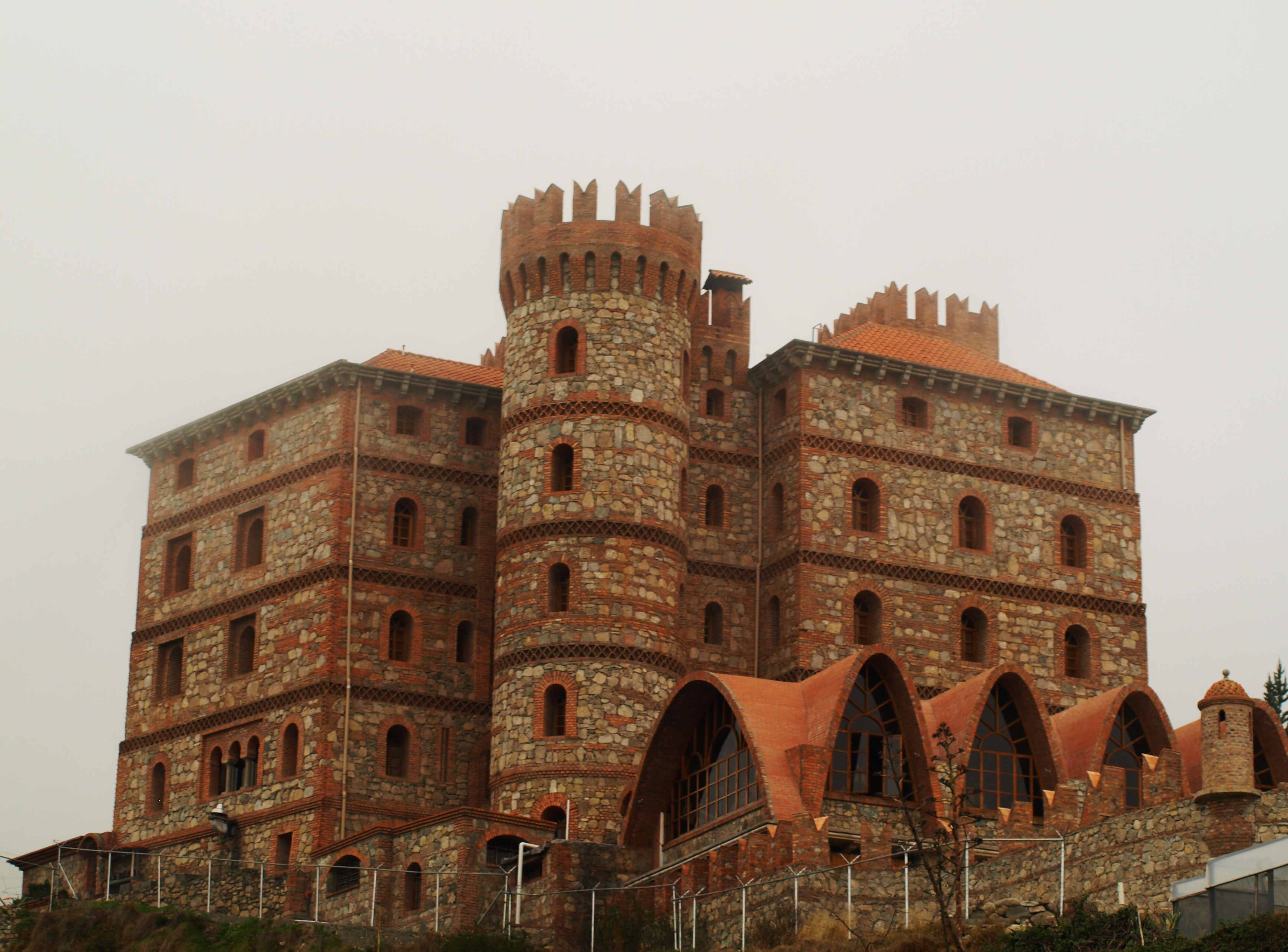
Burg von Mucuchíes

## Persönlichkeiten
- José Humberto Kardinal Quintero Parra (1902–1984), Erzbischof von Caracas
- Freddy Vargas Castellanos (* 1982), Radrennfahrer